# Condado de Garcíez
El condado de Garcíez es un título nobiliario español creado por el rey Felipe IV en 19 de agosto de 1627 a favor de Fernando de Quesada y Hurtado de Mendoza, caballero de la Orden de Santiago, Maestre de Campo General del Ejército de Flandes, señor de Garcíez, Santo Tomé, Don Ibáñez y la Bujada. 
Su nombre se refiere a la localidad andaluza de Garcíez, en la provincia de Jaén. 

## Condes de Garcíez

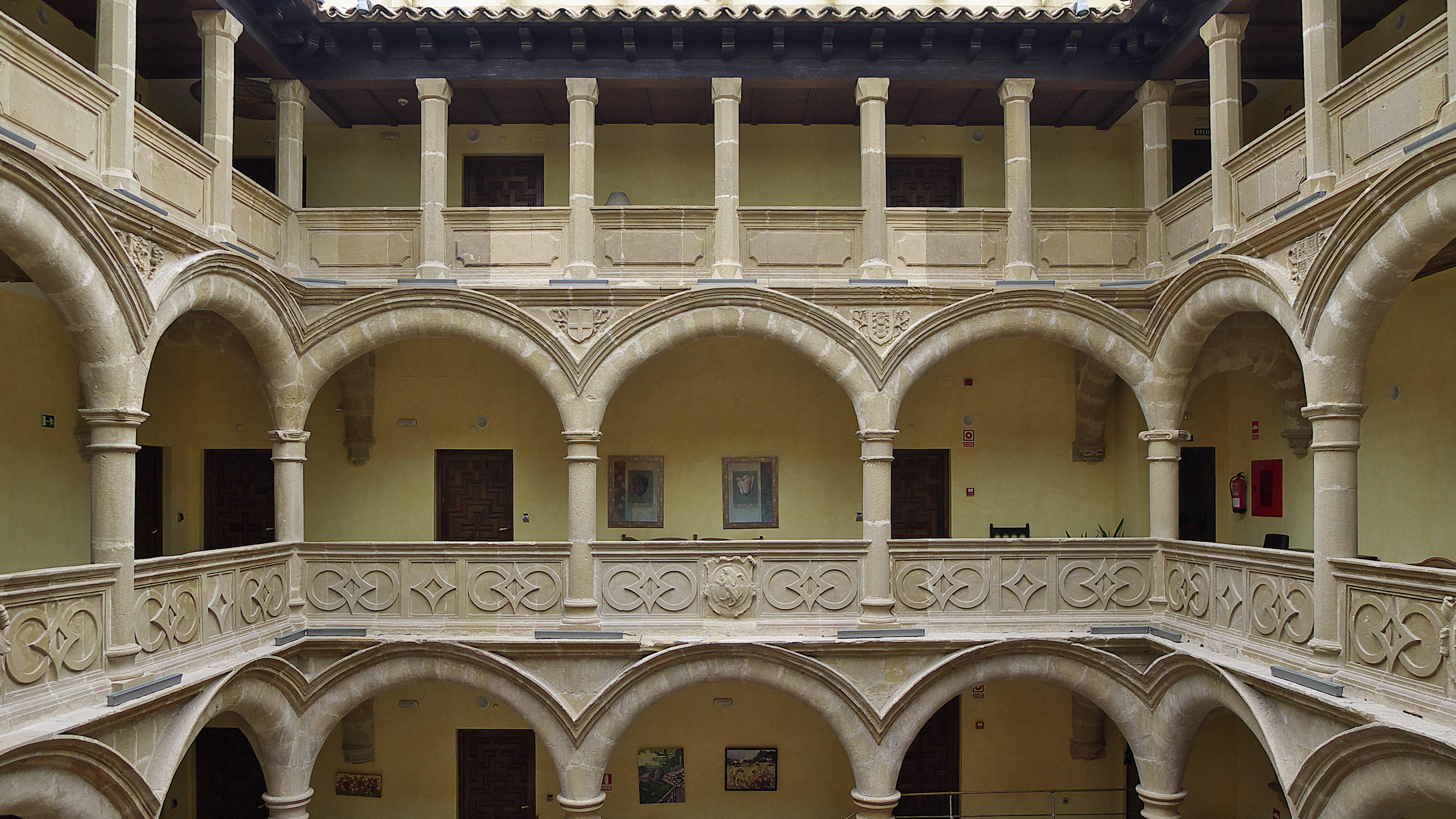
Palacio de los Salcedo o Palacio de los condes de Garcíez (Baeza)

- Fernando de Quesada y Hurtado de Mendoza (m. 1655),  I conde de Garcíez, I vizconde de Santo Tomé,[2] maestre de campo en Flandes[3] y caballero de la Orden de Santiago. Era hijo de Pedro de Quesada y Benavides y de Mariana Hurtado de Mendoza y Suárez de Zuazola.[4]

Se casó en 1631 con Ana de Bazán, hija de Álvaro de Bazán y Benavides, II marqués de Santa Cruz, y de su esposa Guiomar Manrique de Lara.  Sus siete hijos murieron en la infancia por lo que le sucedió su sobrino, hijo de su hermano Enrique (m. 1651) y de su esposa Leonor Salcedo Manrique (m. 1681).
- Pedro Juan de Quesada y Salcedo,  II conde de Garciéz, II vizconde de Santo Tomé.[5][7] y señor de la Bujada.[8]

Casó en Madrid (San Martín) el 4 de junio de 1674 con Isabel María Fernández del Campo y Salvatierra. Le sucedió su nieto:
- Miguel Jerónimo Ponce de León y Quesada (m. 15 de julio de 1771),  III conde de Garciéz y III vizconde de Santo Tomé,[5] hijo de Leonor de Quesada Fernández del Campo y de Luis Rodrigo Ponce de León y Mesía,[9] señor de la Torre de Don Rodrigo.

Se casó en Madrid el 28 de mayo de 1729 con Ángela Dionisio de Baeza y Vicentelo (n. Sevilla, 23 de abril de 1703), hija de Luis Ignacio de Baeza Estrata, III marqués de Castromonte, y de María Teresa Vicentelo de Leca y Silva.  Le sucedió su hijo:
- Joaquín Lorenzo Ponce de León y Baeza (1731-1807), IV conde de Garcíez,[12] marqués del Águila, marqués de Montemayor y marqués de Castromonte.

Se casó con María Josefa Dávila y Carrillo de Albornoz, III condesa de Valhermoso. Le sucedió su nieta:
- María del Carmen Ponce de León y Carvajal (n. Jaén, 29 de mayo de 1780), V condesa de Garcíez,[13][14] IX marquesa de Castromonte y V duquesa de Montemar. Hija de Antonio María Ponce de León Dávila y Carrillo de Albornoz (1757-1826), VIII marqués de Castromonte y de María Luisa de Carvajal y Gonzaga.

Se casó en Madrid el 12 de febrero de 1798 con Vicente Osorio de Moscoso y Álvarez de Toledo.  Le sucedió su hijo:
- Vicente Pío Osorio de Moscoso y Ponce de León (1801-1864), VI conde de Garcíez.[13][15]

Se casó en Madrid el 30 de abril de 1821 con María Luisa de Carvajal y Queralt.  Le sucedió su bisnieta, hija de Alfonso Osorio de Moscoso y Osorio de Moscoso, II duque de Terranova y marqués de Monasterio —hijo de Fernando Osorio de Moscoso y Fernández de Córdoba y de María Eulalia Osorio de Moscoso y Carvajal, hija esta última de la V condesa de Garcíez—, y de María Isabel López y Ximénez de Embún, III baronesa de la Joyosa.
- María Rafaela Osorio de Moscoso y López (27 de abril de 1893-Madrid, 15 de octubre de 1982), VII condesa de Garcíez,[13][17] III duquesa de Terranova, grande de España, y XIV marquesa de Poza.[15]

Contrajo matrimonio en Granada el 24 de octubre de 1921 con Antonio de la Cierva y Lewita. Le sucedió su hijo a quien cedió el título:
- Rafael de la Cierva y Osorio de Moscoso (m. 30 de julio de 2009), VIII conde de Garcíez,[13][17][18] III conde de Cardona, XI marqués de Mairena.[17]

Se casó con María del Carmen García-Bermúdez de Castro y Fernández Vijande. Le sucedió su hijo:
- Fernando de la Cierva García-Bermúdez (n. Madrid, 1 de octubre de 1962), IX conde de Garcíez.[19][20]

Casado en Madrid el 10  de octubre de 1987 con Carmen García del Moral, padres de Fernando, Ignacio, Clara y Rafael de la Cierva y García.